# Dinah Washington
Ruth Lee Jones (n. 29 august 1924 în Tuscaloosa, Alabama – d. 14 decembrie 1963 în Detroit, Michigan), cunoscută sub numele Dinah Washington, a fost o cântăreață americană de muzică blues, jazz, soul și R&B. Ea este considerată „cea mai de succes cântăreață de culoare din anii 1950”, dar și supranumită „Regina muzicii blues”.